# Скин-эффект
Пове́рхностный эффе́кт, скин-эффект — эффект уменьшения амплитуды электромагнитных волн по мере их проникновения вглубь проводящей среды. В результате этого эффекта, например, переменный ток высокой частоты при протекании по проводнику распределяется не равномерно по сечению, а преимущественно в поверхностном слое.

## Объяснение поверхностного эффекта

### Физическая картина возникновения
Рассмотрим цилиндрический проводник, по которому течёт ток. Вокруг проводника с током имеется магнитное поле, силовые линии которого являются концентрическими окружностями с центром на оси проводника. В результате увеличения силы тока возрастает индукция магнитного поля, а форма силовых линий при этом остаётся прежней. Поэтому в каждой точке внутри проводника производная {\displaystyle {\frac {\partial \mathbf {B} }{\partial t}}} направлена по касательной к линии индукции магнитного поля и, следовательно, линии {\displaystyle {\frac {\partial \mathbf {B} }{\partial t}}} также являются окружностями, совпадающими с линиями индукции магнитного поля. Изменяющееся магнитное поле по закону электромагнитной индукции:
{\displaystyle \operatorname {rot} \,\mathbf {E} =-{\frac {\partial \mathbf {B} }{\partial t}}}
создаёт электрическое индукционное поле, силовые линии которого представляют замкнутые кривые вокруг линии индукции магнитного поля. Вектор напряжённости индукционного поля в более близких к оси проводника областях направлен противоположно вектору напряжённости электрического поля, создающего ток, а в более дальних — совпадает с ним. В результате плотность тока уменьшается в приосевых областях и увеличивается вблизи поверхности проводника, то есть возникает скин-эффект.

### Уравнение, описывающее скин-эффект
Исходим из уравнения Максвелла:
{\displaystyle \operatorname {rot} \mathbf {B} =\mu \mathbf {j} }
и выражения для {\displaystyle \mathbf {j} } по закону Ома:
{\displaystyle \mathbf {j} =\gamma \mathbf {E} .}
Дифференцируя обе части полученного уравнения по времени, находим:
{\displaystyle \operatorname {rot} {\frac {\partial \mathbf {B} }{\partial t}}=\mu \gamma {\frac {\partial \mathbf {E} }{\partial t}},}
{\displaystyle -\operatorname {rot} \operatorname {rot} \mathbf {E} =\mu \gamma {\frac {\partial \mathbf {E} }{\partial t}},}
здесь {\displaystyle \gamma } — удельная проводимость материала проводника, {\displaystyle \gamma =1/\rho ,\ \ } {\displaystyle \rho } — удельное сопротивление материала проводника.
Поскольку {\displaystyle \operatorname {rot} \operatorname {rot} \mathbf {E} =\operatorname {grad} \operatorname {div} \mathbf {E} -\nabla ^{2}\mathbf {E} } и {\displaystyle \operatorname {div} \mathbf {E} =0} окончательно получаем:
{\displaystyle \nabla ^{2}\mathbf {E} =\mu \gamma {\frac {\partial \mathbf {E} }{\partial t}}}.
здесь {\displaystyle \mu } — абсолютная магнитная проницаемость материала проводника, {\displaystyle \mu =\mu _{0}\mu _{m},\ \ } {\displaystyle \mu _{0}} — магнитная проницаемость вакуума, {\displaystyle \mu _{m}} — относительная магнитная проницаемость материала проводника.
Для упрощения решения предположим, что ток течёт вдоль оси {\displaystyle X} по однородному бесконечному проводнику, занимающему полупространство {\displaystyle y>0}. Поверхностью проводника является плоскость {\displaystyle Y=0.} Таким образом:
{\displaystyle j_{x}=j_{x}(y,t),\qquad j_{y}=j_{z}=0,}
{\displaystyle E_{x}=E_{x}(y,t),\qquad E_{y}=E_{z}=0.}
Тогда:
{\displaystyle {\frac {\partial ^{2}E_{x}}{\partial y^{2}}}=\mu \gamma {\frac {\partial E_{x}}{\partial t}}.}
В этом уравнении все величины гармонически зависят от {\displaystyle t,} и можно положить:
{\displaystyle E_{x}(y,t)=E_{0}(y)e^{i\omega t},}
здесь {\displaystyle \omega } — угловая частота.
Подставим это в наше уравнение и получим уравнение для {\displaystyle E_{0}(y):}
{\displaystyle {\frac {\partial ^{2}E_{0}}{\partial y^{2}}}=i\gamma \mu \omega E_{0}.}
Общее решение этого уравнения:
{\displaystyle E_{0}=A_{1}e^{-ky}+A_{2}e^{ky}.}
Учитывая, что {\displaystyle k={\sqrt {i\gamma \mu \omega }}=\alpha (1+i)}, где {\displaystyle \alpha ={\sqrt {\frac {\gamma \mu \omega }{2}}}}, находим:
{\displaystyle E_{0}=A_{1}e^{-\alpha y}e^{-i\alpha y}+A_{2}e^{\alpha y}e^{i\alpha y}.}
При удалении от поверхности проводника ({\displaystyle y\rightarrow \infty }) второе слагаемое неограниченно возрастает, что является физически недопустимой ситуацией. Следовательно, {\displaystyle A_{2}=0}, и в качестве физически приемлемого решения остаётся только первое слагаемое. Тогда решение задачи имеет вид:
{\displaystyle E_{x}=A_{1}e^{-\alpha y}e^{i(\omega t-\alpha y)}.}
Взяв действительную часть от этого выражения и перейдя с помощью соотношения {\displaystyle \mathbf {j} =\gamma \mathbf {E} } к плотности тока, получим:
{\displaystyle j_{x}(y,t)=A_{1}e^{-\alpha y}\cos {(\omega t-\alpha y)}.}
Принимая во внимание, что {\displaystyle j_{x}(0,0)=j_{0}} — амплитуда плотности тока на поверхности проводника, приходим к следующему распределению объёмной плотности тока в проводнике:
{\displaystyle j_{x}(y,t)=j_{0}e^{-\alpha y}\cos {(\omega t-\alpha y)}.}

## Толщина скин-слоя
Плотность тока максимальна у поверхности проводника. При удалении от поверхности она убывает экспоненциально и на глубине {\displaystyle \delta } становится меньше в е раз (примерно на 70 %). Эта глубина называется толщиной скин-слоя и на основании приведённого выше равна:
{\displaystyle \Delta ={\sqrt {\frac {2}{\gamma \mu \omega }}}.}
| Частота | {\displaystyle \delta ,} мм | Примечания                                                                   |
| ------- | --------------------------- | ---------------------------------------------------------------------------- |
| 50 Гц   | 9,34 мм                     | 50 Гц — частота электросети в большинстве стран Евразии и Африки             |
| 60 Гц   | 8,53 мм                     | 60 Гц — частота электросети в Северной, Центральной и частично Южной Америке |
| 10 кГц  | 0,66 мм                     |                                                                              |
| 100 кГц | 0,21 мм                     |                                                                              |
| 500 кГц | 0,095 мм                    |                                                                              |
| 1 МГц   | 0,067 мм                    |                                                                              |
| 10 МГц  | 0,021 мм                    |                                                                              |

Очевидно, что при достаточно большой частоте {\displaystyle \omega } толщина скин-слоя может быть очень малой. Также из экспоненциального убывания плотности тока следует, что практически весь ток сосредоточен в слое толщиной в несколько {\displaystyle \delta }, так, уменьшение плотности тока в 100 раз происходит на глубине {\displaystyle \approx {\text{4,6}}\ \delta }, если общая толщина проводника многократно превышает толщину скин-слоя. В качестве примера в таблице приведена зависимость толщины скин-слоя от частоты для медного проводника.
Если проводник имеет ферромагнитные свойства, то толщина скин-слоя будет во много раз меньше. Например, для стали ({\displaystyle \mu _{m}\ }= 1000) {\displaystyle \delta \ }= 0,74 мм. Это имеет значение, например, при электрификации железных дорог, поскольку там стальные рельсы используются в качестве обратного провода.
Для расчёта толщины скин-слоя в металле можно использовать следующие приближённые формулы:
{\displaystyle \Delta =c{\sqrt {2{\frac {\varepsilon _{0}}{\omega \mu _{m}}}\rho }},}
здесь {\displaystyle \ \varepsilon _{0}} = 8,85419⋅10−12 Ф/м — электрическая постоянная, {\displaystyle \ \rho } — удельное сопротивление, {\displaystyle \ c} — скорость света, {\displaystyle \ \mu _{m}} — относительная магнитная проницаемость (близка к единице для пара- и диамагнетиков — меди, серебра, и т. п.), {\displaystyle \ \omega =2\pi \cdot f,\ \ } {\displaystyle \ f\ } — частота.
Все величины выражены в системе СИ.
Практически удобная формула:
{\displaystyle \Delta =503{\sqrt {\frac {\rho }{\mu _{m}f}}}.}

## Аномальный скин-эффект
Изложенная теория справедлива лишь при условии, что толщина скин-слоя много больше средней длины свободного пробега электронов, так как мы предполагаем, что при своём движении электрон непрерывно теряет энергию на преодоление омического сопротивления проводника, в результате чего происходит выделение джоулевой теплоты. Такое соотношение справедливо в весьма широких пределах, однако даже при комнатной температуре длина свободного пробега электрона для металлов сопоставима с глубиной скин-слоя — что говорит об аномальном характере эффекта. При очень низкой температуре ситуация только усугубляется: проводимость сильно повышается, а следовательно, увеличивается длина свободного пробега и уменьшается толщина скин-слоя. При этих условиях механизм, приводящий к образованию скин-эффекта, уже не действует. Эффективная толщина слоя, в котором сосредоточен ток, изменяется. Такое явление называется аномальным скин-эффектом.

## Применение
На скин-эффекте основано действие взрывомагнитных генераторов (ВМГ), взрывомагнитных генераторов частоты (ВМГЧ) и в частности ударно-волновых излучателей (УВИ).
Благодаря скин-эффекту в высокочастотном магнитном поле теплота выделяется преимущественно в поверхностном слое. Это позволяет нагревать проводник в тонком поверхностном слое без существенного изменения температуры внутренних областей. Это явление используется в важном, с промышленной точки зрения, методе поверхностной закалки металлов, реализуемом на основе индукционного нагрева.
Помимо поверхностной закалки, в индукционном нагреве скин-эффект позволяет реализовать технологию индукционного удаления полимерных покрытий, широко используемую при ремонте магистральных нефте- и газопроводов, ремонте палубных покрытий морских судов и т. п.

## Учёт эффекта в технике и борьба с ним
Скин-эффект проявляется существеннее с увеличением частоты переменного тока, и учитывается при конструировании и расчётах электрических схем, работающих на переменном и импульсном токах. Так как ток высокой частоты течёт по тонкому поверхностному слою проводника, общее активное сопротивление проводника возрастает, что приводит к быстрому затуханию колебаний высокой частоты.
Скин-эффект влияет на характеристики катушек индуктивности и колебательных контуров, такие как добротность, на затухание в линиях передачи, на характеристики фильтров, на расчёты тепловых потерь и КПД, на выбор сечений проводников.
Для уменьшения влияния скин-эффекта применяют проводники различного сечения: плоские (в виде лент), трубчатые (полые внутри), наносят на поверхность проводника слой металла с более низким удельным сопротивлением. Например, серебро обладает наибольшей удельной проводимостью среди всех металлов и технологично для нанесения на металлические поверхности. Тонкий его слой, в котором из-за скин-эффекта и протекает бо́льшая часть тока, оказывает заметное снижение (до 10 %) активного сопротивления проводника. Однако, слой сульфида, образующийся на поверхности серебра, не проводит ток и не участвует в скин-эффекте, в отличие от слоя окиси-закиси на поверхности меди, обладающего заметной проводимостью, и имеет свойства полупроводника, и вносит дополнительные потери на высоких частотах.
Покрытие серебром также применяется в сверхвысокочастотном оборудовании, использующем колебательные контуры особой формы: объёмные резонаторы и специфические линии передачи — волноводы. Кроме того, на таких частотах уделяют внимание снижению шероховатости поверхности с целью уменьшения длины пути протекания тока.
Также применяется и покрытие золотом, у которого слой окислов отсутствует. Напротив, покрытие никелем, оловом или оловянно-свинцовым припоем способно значительно, в несколько раз увеличить сопротивление медных проводников на высоких частотах.
Так, в ВЧ-аппаратуре используют катушки индуктивности, намотанные из посеребрённого провода, часто серебрят печатные и проволочные проводники, поверхности экранов и обкладки конденсаторов. В высоковольтных линиях электропередач иногда применяют провод в медной либо алюминиевой оболочке со стальным сердечником, в мощных генераторах переменного тока обмотка изготавливается из трубок, по которым для охлаждения циркулирует дистиллированная вода.
Также с целью снижения скин-эффекта используют систему из нескольких переплетённых и изолированных проводов — намоточный провод литцендрат.
При передаче больших мощностей на значительные расстояния применяются линии электропередачи постоянного тока — HVDC, постоянный ток не вызывает скин-эффекта.